# Zamek w Nowej Czartorii
Zamek w Nowej Czartorii – zamek obronny wybudowany w Nowej Czartorii nad rzeką Słucz dopływem Horynia.

## Historia
W dawnych czasach był tu zamek obronny, z którego pod koniec XIX w. pozostały tylko ślady wałów. Z zamkiem związana jest legenda.

## Legenda
Legenda opowiada o  księżniczce Nastii, właścicielce zamku i o wojowniku Boniaku, który chciał go zdobyć. Widok bardzo pięknej dziewicy, zagrzewającej na wałach załogę do walki zamienił tego pogromcę w pokornego sługę księżniczki, który poprosił ją o rękę, w zamian obiecując zaprzestania mordów i podpaleń. Boniak danego słowa jednak nie dotrzymał. Nastia za ujęcie się za swoim ciemiężonym ludem została przez dworzan Boniaka wywieziona na północ w kierunku jego dawnej stolicy, gdzie przywiązana do drzewa poniosła śmierć głodową. Z jej łez wytrysnęło słynne źródło nazwane jej imieniem. Lud czcząc cnoty Nastii postawił w tym miejscu świątynię. W zamian za to otrzymał opiekę i obfitość darów bożych. Zazdrosny o powodzenie ludności czart postanowił wybudować granitową tamę na rzece i zalać okolicę. Jego pracę przerwało jednak pianie koguta. Ślady czarciej tamy były widoczne jeszcze w XIX w.